# Dieter Geißler (Politiker)
Dieter Geißler (* 27. Februar 1943 in Alsfeld; † 5. Februar 2024 in Gießen-Rödgen) war ein deutscher Politiker (SPD) und Abgeordneter des Hessischen Landtags.

## Leben und Beruf
Nach seinem Abitur in Alsfeld studierte Dieter Geißler Lehramt für Volks- und Realschulen an der Universität Gießen. Als Lehrer unterrichtete er zunächst an der Mittelpunktschule Grebenhain. Nach dem Ablegen des zweiten Staatsexamens und der großen Erweiterungsprüfung war er Realschullehrer in Gießen-Rödgen und später Stufenleiter an der Gesamtschule Gießen-Ost, an deren Aufbau er beteiligt war.
Geißler war Mitglied der Gewerkschaft Erziehung und Wissenschaft. Daneben engagierte sich Geißler lange Jahre in der Arbeiterwohlfahrt, er gehörte dem Vorstand des AWO-Stadtkreisverbands Gießen an und war Gründungsmitglied und Vorsitzender des AWO-Ortsvereins Rödgen.

## Politik
1968 trat Geißler in die SPD ein. In der Partei war er zeitweise Vorsitzender des Ortsvereins Rödgen.
1977 wurde er in die Stadtverordnetenversammlung der Stadt Lahn gewählt. Nach deren Auflösung war er von 1979 bis 1997 und von 2001 bis 2016 Stadtverordneter der Stadt Gießen. Von 1989 bis 1993 war er Stadtverordnetenvorsteher. Daneben gehörte er dem Ortsbeirat von Rödgen an und war von 1997 bis 2001 und von 2006 bis 2016 Ortsvorsteher.
Am 13. Dezember 1985 rückte er für Manfred Mutz in den Landtag nach, dem er bis zum vorgezogenen Ende der Wahlperiode am 17. Februar 1987 angehörte.

## Weblink
- Dieter Geißler. Abgeordnete. In: Hessische Parlamentarismusgeschichte Online. HLGL & Uni Marburg, abgerufen am 3. März 2025 (Stand 16. Dezember 2024).